# Hydrellia frontalis
Hydrellia frontalis är en tvåvingeart som beskrevs av Friedrich Hermann Loew 1860. Hydrellia frontalis ingår i släktet Hydrellia och familjen vattenflugor. Inga underarter finns listade i Catalogue of Life.